# Systropus quadripunctatus
Systropus quadripunctatus är en tvåvingeart som beskrevs av Samuel Wendell Williston  1901. Systropus quadripunctatus ingår i släktet Systropus och familjen svävflugor. Inga underarter finns listade i Catalogue of Life.